# Tatsuya Nakadai
Tatsuya Nakadai (Tóquio, 13 de dezembro de 1932) é um ator japonês. Desde que foi descoberto em 1953, Nakadai já atuou em mais de 120 filmes. É conhecido pelos seus papéis nos filmes de Akira Kurosawa nos anos 50 e 60, é seguramente o ator japonês vivo mais renomado daquele país.

## Filmografia selecionada
- Céu e Inferno (1962)
- Sanjuro (1962)
- Yojimbo, o guarda-costas (1961)
- A Espada da Maldição (1966)
- Kagemusha, a sombra do samurai (1980)
- Ran (1985)
- Kozure Ōkami: Sono Chiisaki Te ni (1993)
- Yamato (2005)